# ESS France
ESS France, anciennement la chambre française de l'économie sociale et solidaire, est une structure représentative française de l'économie sociale et solidaire (ESS).
Elle est reconnue législativement comme organisation de promotion de l'ESS en France avec le Conseil supérieur de l'économie sociale et solidaire, les Chambres régionales de l'économie sociale et solidaire (CRESS) et les politiques territoriales de l'économie sociale et solidaire.

## Histoire

### Chambre française de l'économie sociale et solidaire
La chambre française de l'économie sociale et solidaire est fondée le 8 novembre 2014 dans le 8e arrondissement de Paris.

### ESS France
L'association prend le nom d'ESS France le 29 juin 2020, à la suite de la transformation du Conseil national des chambres régionales de l'économie sociale et solidaire (CNCRESS),, sous la forme d'une association reconnue d'utilité publique par la loi relative à l'économie sociale et solidaire du 31 juillet 2014.
En juin 2021, en partenariat avec l’Agence de l'environnement et de la maîtrise de l'énergie (ADEME) et Agence nationale de la cohésion des territoires, l'association recense 1 500 acteurs de l'économie circulaire actifs en France sur une carte collaborative nommée Cartéco.
En novembre 2021, lors du mois de l'économie sociale et solidaire, ESS France organise avec les Chambres régionales de l'économie sociale et solidaire (CRESS), la première semaine des achats socialement et écologiquement responsables.
Fin 2021, ESS France lance une plateforme nommée La république de l'ESS, qui avec le congrès de l'ESS produit un manifeste politique pour l'élection présidentielle française de 2022.

## Missions
Les missions d'ESS France sont définies à l'article 5 de la loi relative à l'économie sociale et solidaire. Son action est complémentaire de celle des organisations professionnelles ou interprofessionnelles du secteur,.
ESS France soutient, anime et coordonne le réseau des CRESS et consolide, au niveau national, les données économiques et sociales et les données qualitatives recueillies par celles-ci.

Logo du Mois de l'ESS

Elle est chargée de la promotion de l'ESS lors du Mois de l'ESS en novembre de chaque année,. À cette occasion, un prix est décerné à deux structures de l'ESS dans la catégorie "utilité sociale" et "transition écologique". Les gagnants perçoivent une dotation de 5 000 € ainsi qu’une vidéo de promotion de leur projet.
Elle organise également le Matrimoine de l’ESS, en partenariat avec la chercheuse Scarlett Wilson-Courvoisier et Benjamin Roger, responsable de l’Observatoire national de l’ESS ; un événement de visibilisation de la contribution des femmes au développement de l’économie sociale et solidaire. Un ouvrage sur les figures féminines de l’ESS de 1840 à 2000, devra voir le jour de ce travail en 2022.

## Prises de position
En juin 2024, à l’occasion du congrès annuel d’ESS France, les acteurs de l’économie sociale et solidaire votent une résolution pour s’engager « contre une extrême droite qui représente l’exact contraire de ce que nous sommes ».

## Membres
L'association ESS France est composée de l'ensemble des organisations nationales représentant les différentes formes statutaires de l'ESS, associations, coopératives, mutuelles, fondations et les sociétés commerciales de l'ESS,.
Elle compte parmi ses membres :
- le Centre français des fonds et fondations ;
- le Centre des jeunes, des dirigeants, des acteurs de l’économie sociale et solidaire (CJDES) ;
- le CNCRES, pour les CRESS ;
- Coop FR, représentant nationale des coopératives françaises ;
- la Fédération nationale de la mutualité française (FNMF), pour les mutuelles relevant du code de la mutualité ;
- le Groupement des entreprises mutuelles d'assurance (GEMA), pour les mutuelles relevant du Code des assurances ;
- Le Mouvement associatif, représentant nationale des associations françaises ;
- Le Mouvement Impact France, anciennement Mouvement des entrepreneurs Sociaux (Mouves) ;
- L'Économie sociale partenaire de l'école de la république (L’ESPER) ;
- Le Mouvement pour l'économie solidaire (MES) ;
- Fair, anciennement Finansol, association de promotion de la finance solidaire ;
- la Fédération des établissements hospitaliers et d'aide à la personne privés non lucratifs (FEHAP) ;
- L’Union des employeurs de l’économie sociale et solidaire (UDES), organisation patronale multiprofessionnelle.

## Conseil d'administration

### Présidences
- Roger Belot : 2014[17]
- Jérôme Saddier : de 2014 à 2024[2]
- Benoît Hamon : depuis 2024[18]

### Trésorier
- 2015 : Denis Philippe[19].